# Nicolae Kalinderu
Nicolae Kalinderu (n. 6 decembrie 1835, București – d. 16 aprilie 1902, Ciulnița, Argeș) a fost un medic, din 1890 membru corespondent al Academiei Române. A fost unul din membrii fondatori ai Partidului Național Liberal din România, la 24 mai 1875.

## Biografie
Nicolae Kalinderu s-a născut într-o familie de origine turcă. Tatăl său se numea Kalinderoglu, ceea ce în turcă înseamnă „fiul filosofului”. Fratele său a fost juristul și publicistul Ioan Kalinderu.

## Studii
A studiat în Franța, la Facultatea de Medicină din Paris, începând din 1853, unde a fost influențat de medicina experimentală a lui Claude Bernard și de teoria bacteriologică a lui Louis Pasteur.

## Activitate
În 1863, în urma unul concurs, a fost admis ca intern al Spitalelor din Paris. A lucrat ca intern și extern în spitalele din Paris și a devenit membru corespondent al Academiei de Medicină din Paris. După ce și-a susținut teza de doctorat la Paris, a revenit în România, unde a devenit medic primar de boli interne la Spitalul Colentina, post pe care l-a ocupat până la 1874 când a demisionat. La 1877 a fost numit șef de serviciu la la Spitalul Brâncovenesc.
A fost unul dintre fondatorii orientării anatomo–clinice și fiziopatologice în medicina românească internă. Împreună cu Victor Babeș a inițiat studii de mare răsunet privind histologia, microbiologia, diagnosticul și epidemiologia leprei.
A studiat meningita tuberculoasă la adulți, miopatiile și anevrismul sifilitic al aortei. A inițiat o serie de măsuri practice în vederea combaterii leprei și a înființat izolatorul de la Răchitoasa.
În 1887, Nicolae Kalinderu a fost numit profesor în cadrul Facultății de Medicină din București. În timpul războiului de independență a condus ambulanțele de la Turnu Măgurele fiind numit în 1878 șef al diviziei I medicale  de la Spitalul Brâncovenesc.

## Opera principală
- Memoriu asupra leprei în România, 1889
- Lepra anestezică, 1898
- Lepra în România, 1897
- Despre cosmetice.[3]
- Tubercolosa în raport cu unele profesiuni.[3]
- Epilepsia Jacksoniand.[3]
- Influenza unor maladii ale cordului asupra desvoltărei tuberculosei.[3]
- Mielita sifilitică.[3]